# Israel Putnam

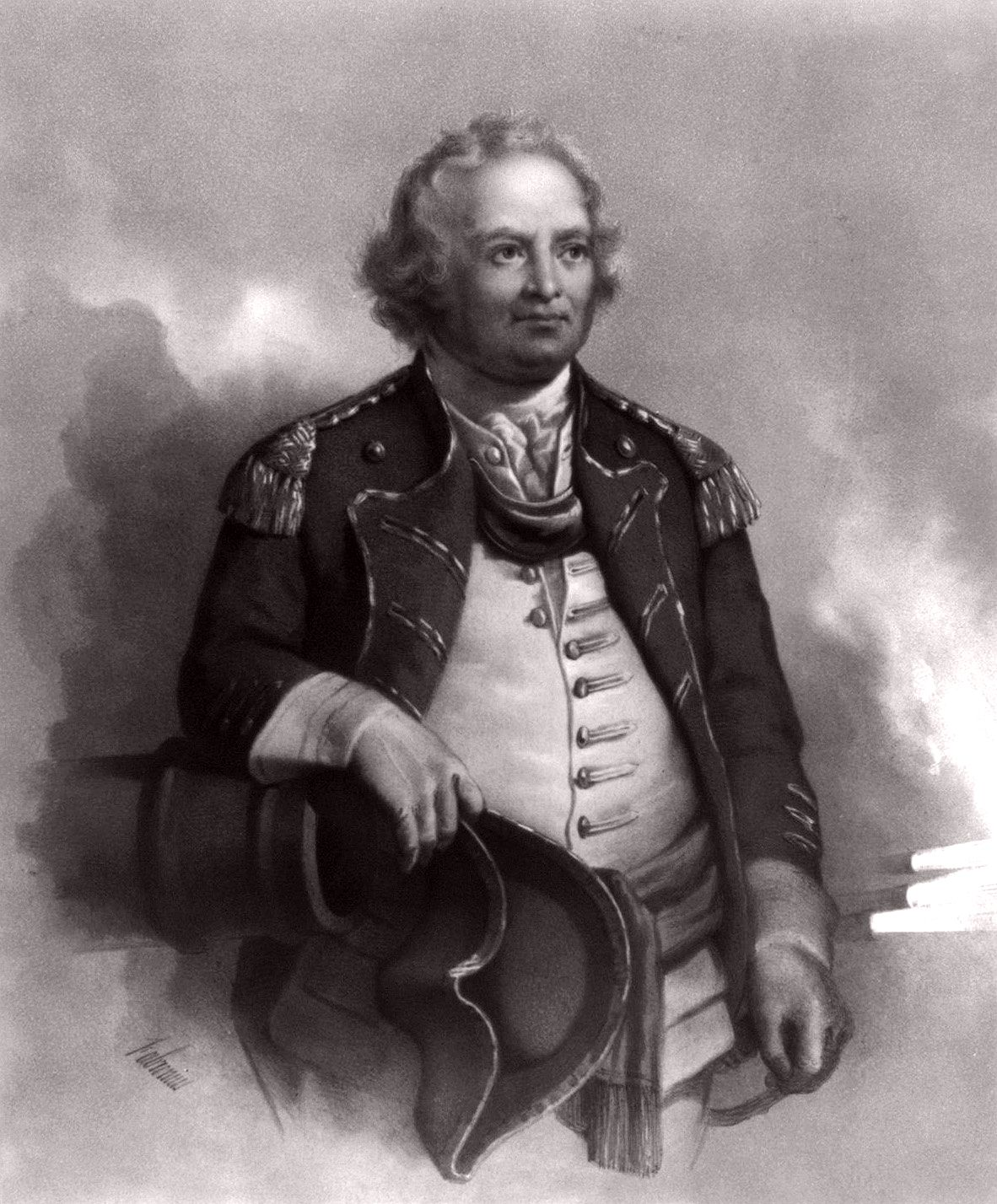

Israel Putnam (7 de enero de 1718- 29 de mayo de 1790) fue un general estadounidense del Ejército Continental del cual destaca su participación en la Batalla de Bunker Hill durante la Guerra de la Independencia.

## Juventud
Putnam nació en Massachusetts, pero con 22 años se mudó a Connecticut. Estando allí, dio caza al último lobo del Estado, adentrándose en su  guarida y  disparándole. 
La cueva es visitable y la carretera próxima a ella se llama ahora Wolf Den Road (Carretera de la Guarida del Lobo).

## Carrera militar

### Antes de la Guerra de Independencia
Putnam luchó en la Guerra franco-india (1754–1763) como soldado raso. En 1758, fue capturado por los indios y más tarde liberado.
Posteriormente, participó en la rebelión de Pontiac (1764) al mando de cinco compañías de Connecticut.

### Durante la Guerra de la Independencia

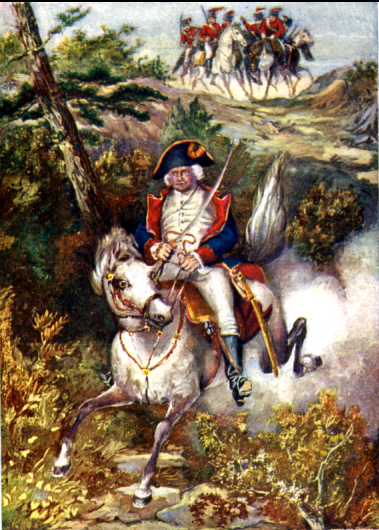
Israel Putnam fue sorprendido en 1779 por una expedición inglesa, pero logró escapar a caballo de ellos

En 1774, con el inicio de la Guerra de la Independencia, Putnam se unió a los Hijos de la Libertad y fue uno de los principales opositores a la Ley del Timbre. Más tarde, llegó a ser teniente coronel del undécimo regimiento de las milicias de Connecticut.
Tras recibir noticias de las Batallas de Lexington y Concord, decidió ofrecer sus servicios militares al movimiento patriota. Así, llegó a participar en la Batalla de Bunker Hill como mayor general bajo el mando de William Prescott. Durante la batalla, desempeñó un papel clave, y a él se le atribuye la orden de «no disparar (a los soldados ingleses) hasta ver el blanco de sus ojos», una de las frases más memorables de la guerra.
Putnam fue temporalmente comandante de las tropas patriotas de Nueva York hasta la llegada de George Washington a la ciudad, el cual le sustituyó.
A pesar de sus éxitos iniciales, fue derrotado en la Batalla de Long Island, y, aunque participó en otros conflictos (Batalla de Harlem Heights, 1776), nunca volvió a desempeñar un papel importante en el frente. Estuvo al mando de un comando militar en Hudson Highlands y capitaneó dos fuertes, pero una estratagema británica le hizo perder el control de ambos. Por ello, Putnam fue llevado ante un tribunal de investigación, aunque fue exonerado de toda culpa.
En 1779 un ataque de parálisis le obligó a retirarse, poniendo punto final a su carrera militar. Murió en Brooklyn (Connecticut) en 1790.